# 유콘코디아
유콘코디아(학명:Euconcordia cunninghami)는 도마뱀목 까마귀도마뱀과에 속하는 도마뱀이다. 지금은 멸종된 종으로서 전체적인 몸길이가 2~4m인 거대한 도마뱀에 속한다.

## 특징
유콘코디아는 미국 캔자스주 그린우드 카운티에서 알려진 후기 석탄기 캡토리니드과 멸종한 속이다. 유콘코디아는 완모형 KUVP 8702a&b에서 알 수 있으며 등쪽에서는 잘 보존된 두개골, 복측에서는 부분적으로 보존된 뇌 케이스, 참조된 표본 KUVP 96/95에서는 복측에서는 잘 보존된 두개골 및 잘 보존되지 않은 등쪽에서는 잘 보존된 두개골이다. 그것은 약 3억년전 후기 펜실베니아 시리즈의 버질리언 단계(또는 후기 카시모비안 단계부터 초기 그젤리안 단계까지를 가리킨다)에서 쇼니족 그룹의 칼훈스 셰일 형성의 해밀턴 채석장에서 수집되었다. 유콘코디아는 원래 코틸로사우루스과의 가장 기본적인 구성원으로 생각되었다. 2006년에 뮐러&레이즈의 원시 파충류 관계에 대한 새로운 계통발생 연구는 튀링토시리스를 코틸로사우루스의 자매 분류군으로 회복시켰으며 따라서 정의에 따르면 튀링토시리스는 가장 잘 알려진 코틸로사우루스아과를 나타낸다. 이후 계통발생 분석에서도 동일한 결과를 얻었다. 다른 모든 캡토리니드 분류군은 페름기 퇴적물에서만 알려져 있기 때문에 에우콘코디아는 여전히 가장 초기의 캡토리니드이다. 유콘코디아는 요하네스 물러와 로버츠 R에 의해 처음 명명되었다. 2005년에 리즈에 의하여 자세히 기술되었다. 그것의 원래 총칭은 콩코르디아였고 모식종은 콩코르디아 커닝하미이다. 원래 총칭은 라틴어로 "통합" 또는 "화합"을 뜻하는 콩코디아에서 유래되었다. 구체적인 이름은 크리스토퍼 R을 기리는 것이다. 커닝햄은 해밀턴 쿼리에 대한 박사 논문의 일부로 이 분류군을 연구했다. 원래의 총칭은 현존하는 해파리 갑각류 동물인 콩코디아 킹슬리(현재 라트레우테스 스팀슨, 1860)가 차지하고 있는 것으로 밝혀졌다. 리스, 하리디 & 물러(2016)는 대체 명칭인 유콘코디아아과를 만들었다. 유콘코디아는 잘 발달된 다리를 가지고 있으며 이는 지상에서 빠른 달리기를 가능하게 하여 먹이를 사냥할 때에 매우 유용하게 사용되었다. 양턱에는 총 20~30개의 날카로운 이빨이 나 있다. 먹이로는 당대에 서식했던 곤충, 절지동물, 무척추동물을 주로 잡아먹고 살았을 육식성의 도마뱀으로 추정되는 종이다.

## 생존시기와 서식지와 화석의 발견
유콘코디아가 생존했었던 시기는 고생대의 석탄기로서 지금으로부터 3억 5890만년전~2억 9900만년전에 생존했었던 종이다. 생존했었던 시기에는 북아메리카를 중심으로 하여 당시에 존재했었던 초원, 산림에서 주로 서식했었던 도마뱀이다. 화석의 발견은 2005년에 북아메리카의 트라이아스기에 형성된 지층에서 미국의 고생물학자들에 의하여 처음으로 화석이 발견되어 새롭게 명명된 종이다.